# LG Twins

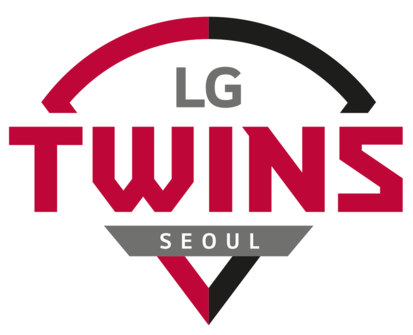
Logo da LG Twins

O LG Twins é um clube profissional de beisebol sul-coreano sediado em Gwangju, Coreia do Sul. A equipe disputa a KBO League.

## História
Foi fundado em 1982.